# Helmut Frömmel
Helmut Frömmel  (* 30. Januar 1915 in Weifa, Kreis Bautzen; † 29. Juni 1997 in Berlin) war ein deutscher Unternehmer und Geschäftsführer der ISIS-Chemie Zwickau.

## Leben
Helmut Frömmel wurde als einziger Sohn von Martha und Karl Frömmel geboren und wuchs in Pirna-Copitz auf. Er studierte an der Technischen Hochschule in Dresden, München und Prag Chemie und schloss seine akademische Ausbildung mit dem Titel Dr. Ing. ab.
Nach dem Zweiten Weltkrieg wurde ihm im Dezember 1945 die Gewerbeerlaubnis für einen pharmazeutischen Betrieb in Zwickau durch die Sowjetische Militäradministration (SMAD) erteilt, die den Ausgangspunkt für den Aufbau der ISIS-Chemie in dieser westsächsischen Stadt bildete. Der Zweck des Unternehmens war mit der Herstellung und dem Vertrieb chemischer und pharmazeutischer Produkte umschrieben.
Eines der erste Produkte war Nitroglycerin (Glyceroltrinitrat), welches in hoher Verdünnung bei akuten Anfällen von Angina Pectoris Anwendung fand. Damit war die ISIS-Chemie das erste Unternehmen, welches nach dem Zweiten Weltkrieg die Genehmigung der SMAD erhielt, das auch in Sprengstoffen (Dynamit) Einsatz findende Nitroglycerin zu synthetisieren.
Er war ab der Gründung 1945 bis zu seiner von staatlicher Seite vorgegebenen Ablösung 1972 alleiniger Geschäftsführer, der die Gesellschaft nach innen und außen vertrat. In dieser Zeit wechselten sowohl die Struktur als auch die Besitzverhältnisse mehrfach.
1972 wurde die ISIS-Chemie durch staatlichen Zwang ein volkseigener Betrieb (VEB ISIS-Chemie). Zu diesem Zeitpunkt übernahm Frömmel die Leitung der Forschungsabteilung des Unternehmens, die er noch bis Ende 1983 innehatte. 68-jährig trat er in den Ruhestand. In die Zeit seiner Geschäftsführertätigkeit fielen eine Reihe von Baumaßnahmen zur Erweiterung der ISIS-Chemie.
Die Bemühungen von Helmut Frömmel um eine Rückübertragung nach der Wiedervereinigung Deutschlands 1989/90 waren nicht erfolgreich. Er starb 1997 an den Folgen eines Schlaganfalls.

## Unternehmerisches Engagement
Die 1946 gegründete ISIS-Chemie Zwickau begann unter Leitung von Helmut Frömmel ihre wirtschaftliche Tätigkeit mit insgesamt sechs Mitarbeitern. Als Firma in Privatbesitz hatte sie in der SBZ und auch später nach der Gründung der DDR mit besonderen Schwierigkeiten, wie etwa gesetzlichen Regelungen oder der Bereitstellung für die Produktion notwendiger Ressourcen, zu kämpfen. Ziel des Staates war die Sozialisierung der Firma, was ihm endgültig 1972 gelang. In seiner Zeit als Leiter des Unternehmens wurde nach dem Glyceroltrinitrat in unterschiedlicher Galenik eine Vielzahl neuer Produkte angemeldet: Dormutil, Neoeserin, Ephetussin, Pholedrin, Sedafamen, Mydrum, Pentalong, Disotat, Guanutil, Obsidan und Cerutil.
1960 erwirtschafteten 174 Mitarbeiter bei einem Umsatz von etwa 5,3 Mio. Mark einen Gewinn von 1 Mio. Mark, 1970 waren 255 Beschäftigte in der ISIS-Chemie tätig. Der Umsatz betrug in diesem Jahr etwa 24 Mio. der Gewinn dabei etwa 4 Mio. Mark. Fast drei Viertel der Produktion repräsentierten Medikamente zur Therapie von Herz-Kreislauf-Erkrankungen. Nach der Reprivatisierung und mehreren Besitzerwechseln firmiert das Unternehmen seit 2017 unter dem Namen PUREN Pharma GmbH & Co. KG. Der Umsatz stieg nach 1999 auf etwa 100 Mio. €.

## Publikationen/Patente (Auswahl)
- mit Erich Klar: 1.2,3.4-Dibenz-pentacen und seine Untersuchung nach dem Anellierungsverfahren (Aromatische Kohlenwasserstoffe, XLV. Mitteilung) In: CHEMISCHE BERICHTE, Volume 81, Issue 2, März 1948, Seiten 163–169, doi:10.1002/cber.19480810214.
- mit Wilhelm Steinkopf und Jan Leo: Studien in der Thiophenreihe. LVIII. Di- und Triäthylthiophene In: JUSTUS LIEBIGS ANNALEN DER CHEMIE, Volume 546, Issue 1-2, 1941, Seiten: 199–204, doi:10.1002/jlac.19415460113.
- Patentanmeldung  DE1543691A1: Verfahren zur Herstellung von Ephedrin. Angemeldet am 21. März 1966, veröffentlicht am 11. September 1969, Anmelder: ISIS Chemie KG, Erfinder: Detlef Gröger, Hans-Peter Schmauder, Helmut Frömmel.‌